# Псевдоним

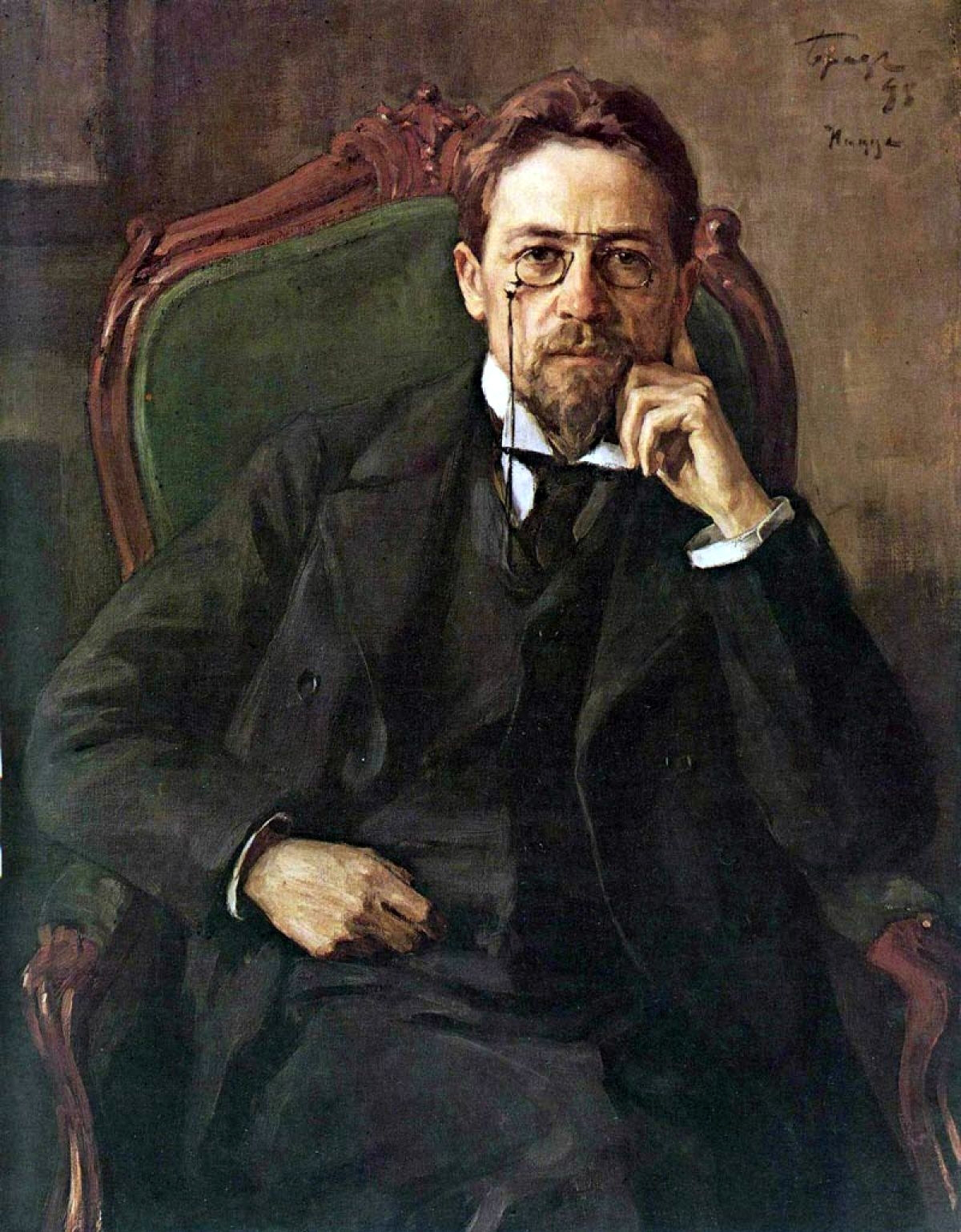
У А. П. Чехова было более 50 псевдонимов; самые известные из них: «Антоша Чехонте» и «Человек без селезёнки»

Псевдони́м (заимствовано в XIX веке из фр. pseudonyme, от др.-греч. ψευδώνυμος, от ψευδής — «ложный» и ὄνομα или ὄνυμα — «имя») — вымышленное имя (фамилия), используемое человеком в публичной деятельности вместо настоящего (данного при рождении, зафиксированного в официальных документах), вид антропонима.
В западной культуре псевдонимами (nom de plume — «имя из пера», nom de guerre — «имя из войны», в литературе боевое имя — прежде имя, которое кто-либо принимал или получал при поступлении в войско) чаще всего пользуются деятели литературы и искусства. В восточных культурах (особенно китайской и японской) принятие нового имени при изменении социального статуса в некоторые эпохи было практически обязательным для любой сферы деятельности; аналогом такого рода обязательных псевдонимов в западной культуре можно считать обязательную перемену имени у священников, монахов, особенно православных, однако называть церковные имена священнослужителей «псевдонимами» не принято.
Автони́м (от αὐτός — «сам» и ὄνομα — «имя») — подлинное имя человека, известного под псевдонимом.

## Природа и задачи псевдонимов
Использование псевдонима обычно не подразумевает отказа его носителя от идентичности, поэтому псевдоним зачастую вытесняет настоящее имя: например, далеко не всем известно, что Сандро Боттичелли на самом деле звали Алессандро Филипепи, а Мэрилин Монро — Норма Джин Бейкер. Распространёнными мотивами использования псевдонимов этого рода являются:
- стремление заменить слишком длинное имя более коротким, запоминающимся (в частности, у многих испанских, португальских, латиноамериканских спортсменов и политиков: характерен, например, случай Эдсона Арантеса ду Насименту, прославившегося под коротким именем Пеле);
- стремление взять «говорящее» имя, соответствующее избранному роду деятельности, личной творческой или гражданской позиции, эстетическим предпочтениям эпохи: так, средневековый медик Парацельс выбрал псевдоним, отсылающий к имени знаменитого римского врача Цельса, пролетарские поэты Михаил Эпштейн и Ефим Придворов стали Михаилом Голодным и Демьяном Бедным, а их современники подписывали свои стихи именами Дир Туманный и Рюрик Рок; один из основателей русского панк-рока Николай Кунцевич известен как Ник Рок-н-Ролл;
- стремление скрыть происхождение, в частности, национальность носителя имени (так поляки Вильгельм Аполлинарий Костровицкий и Юзеф Теодор Конрад Корженевский стали французским поэтом Гийомом Аполлинером и английским прозаиком Джозефом Конрадом); использование псевдонимов по этому мотиву зачастую вызывает болезненную реакцию у шовинистически настроенной части общества, выливающуюся, в частности, в кампании по «раскрытию псевдонимов»[6];
- стремление «разойтись» в именах с другим лицом, действующим в этой сфере и носящим то же или похожее имя: так, среди причин, побудивших писателя Илью Маршака стать М. Ильиным, не последнюю роль играло нежелание оказаться в тени своего старшего брата Самуила Маршака, а литературовед и переводчик Элеонора Гальперина замечала в опубликованной позднее переписке, что взяла псевдоним Нора Галь для того, чтобы её не путали с начавшей публиковаться несколько раньше литературоведом Евгенией Гальпериной[7].

Особым случаем являются коллективные псевдонимы, призванные обозначить единым именем общую деятельность группы лиц: Кукрыниксы, Никола Бурбаки, Козьма Прутков.
В коммерческой (прежде всего американской) издательской практике существуют также контролируемые издателями переходящие псевдонимы (house names), которые обычно используются для публикации произведений, относящихся к какому-то коммерческому циклу (например, псевдоним «Максвелл Грант» для цикла приключенческих романов о Тени).

## Псевдоним и смежные явления
Помимо псевдонимов как таковых, применяются (главным образом, деятелями литературы и искусства) другие имена, при расширительном понимании также именуемые псевдонимами:
- Криптоним — подпись под произведением вместо имени автора, не предполагающая возможности отождествить её с тем или иным конкретным лицом; иными словами — имя, рассчитанное на то, чтобы скрыть подлинного автора произведения. Криптонимом обычно пользуются при обнародовании рискованных в том или ином отношении произведений («Роман с кокаином» М. Агеева, «История О» Полины Реаж) и/или в тех случаях, когда эти произведения в том или ином отношении отличаются от той творческой деятельности, с которой уже прочно связано подлинное имя автора (криптонимы Анатолий Брусникин, Алла Борисова, Борис Акунин, взятые известным филологом-японистом и переводчиком Григорием Чхартишвили для публикации его детективных романов; психологические романы Агата Кристи подписывала криптонимом Мэри Вестмаккотт). В случае успеха криптонимы зачастую раскрываются и превращаются в обычные псевдонимы или гетеронимы.
- Апоконим — разновидность псевдонима-криптонима, в котором отбрасываются начало или конец имени, фамилии автора.
- Гетероним — имя, используемое автором для части своих произведений, выделенных по какому-либо признаку, в отличие от других произведений, подписываемых собственным именем или другим гетеронимом. Так, Зинаида Гиппиус выступала со стихами под собственным именем, тогда как критические статьи публиковала под «говорящим» гетеронимом Антон Крайний. Виртуозно пользовался гетеронимами португальский поэт Фернандо Пессоа, использовавший несколько десятков подписей для своих произведений разного рода; многие из использованных им имён были снабжены собственными биографиями и тем самым становились литературными масками. Гетеронимия часто встречается в массовой литературе, когда произведения одного и того же автора, принадлежащие к разным жанрам или циклам, подписываются разными именами для удобства читателя.
- Литературная маска — вымышленный автор, которому приписывается то или иное произведение.
- Аллоним — имя другого реально существующего или существовавшего лица, используемое автором вместо собственного имени при обозначении авторства произведения. Аллонимы часто использовались авторами поздней Античности и Средневековья для того, чтобы именем более раннего и более авторитетного автора придать больше авторитета своему сочинению. В Новое время аллонимия встречается достаточно редко, хотя в массовом книгоиздании известны примеры поддельных книг коммерчески успешных авторов (например, Карлоса Кастанеды), написанных неизвестными лицами.
- Астроним — типографский знак «звёздочка» (астериск, «*») или комбинация из нескольких таких знаков (иногда набранных особым образом, например, «⁂»), используемая вместо имени автора (также и вместо имени персонажа или фигуранта произведения).

Смежное с псевдонимией явление — обязательное или полуобязательное использование в некоторых социокультурных группах (уголовный мир, молодёжные субкультуры) особых имён или прозвищ (на своём жаргоне эти прозвища также называют «клички», «кликухи» или «погоняла»), не совпадающих с официальными. К этому явлению ближе всего использование никнеймов вместо имён при общении в Интернете.

## Классификация
По способу образования можно выделить следующие группы псевдонимов:
1. Эйдонимы — характеризуют авторов с физической стороны. Часто — прозвища, данные родными. Саша Чёрный
2. Этнонимы — подчёркивают национальность.
  - Леся Украинка
  - Г. Н. Курилов — Улуро Адо (юкагирское имя)
3. Псевдоэтнонимы — выбирается мнимый этноним
  - Державин — Татарский мурза, издавна поселившийся в Москве, а живущий по делам в Санкт-Петербурге.
4. Геонимы — указывают на место рождения или жительства
  - С. Г. Петровский-Ситнианович — Симеон Полоцкий
  - И. В. Лотарев — Игорь Северянин
5. Френонимы (phren — ум, греч.) — от той или иной черты характера или творчества
  - С. М. Архангельский — Сергей Грустный
  - Н. И. Белов — Никола Грусть
  - И. А. Белоусов — Горький (как видим, не Пешков был первым Горьким)
  - А. К. Гастев — Одинокий
  - Г. Н. Жулева — Скорбный поэт
  - М. В. Журавлёва — Борицкая (революционерка, печаталась в «Звезде» и «Правде»)
  - И. Кривенко — Иван Могила
  - Д. Минаев — 1) Обличительный поэт 2) Современный сатирик
  - И. И. Панаев — Новый поэт
  - В. В. Смиренский — Андрей Скорбный
  - А. Н. Соловьёв — Нелюдимый (поэт-«правдист»)
6. Титлонимы — указывают на род занятий, звание или общественное положение.
  - В. Т. Кириллов — 1) Поэт-солдат 2) Поэт-пролетарий
  - И. З. Сузиков — Крестьянин
7. Аллонимы или гетеронимы — в качестве подписи избирается имя реального лица (часто умершего).
  - А. Н Плещеев — Н. А. Добролюбов (так он подписывал свои ранние революционные стихотворения)
  - М. Ш. Семевский — Д. В. Веневитинов (под именем умершего Веневитинова Семевский опубликовал стихотворение обличительного характера «Россия»)
  - Вл. Сидоров — Вадим Баян (от древнерусского поэта Бояна)
  - В ряде случаев перед реальным именем ставилась начальная буква имени настоящего автора:
  - Вл. Гиппиус — 1) Вл. Бесстужев 2) Вл. Нелединский (обе фамилии встречались в русской литературе)
  - Н. Корнейчуков — Корней Чуковский[источник не указан 541 день]
  - Н. Радищев
8. Геронимы — имена литературных и мифологических героев, подчёркивающие идейную близость данного персонажа автору.
  - В. Я. Абрамович — Владимир Ленский (под этим же псевдонимом собирался публиковать свои юношеские стихи Н. А. Добролюбов)
  - Н. А. Рабинович — Адуев (главный персонаж романа Гончарова «Обыкновенная история»)
  - Е. А. Придворов — Демьян Бедный (в данном случае прототипом послужил герой, созданный самим автором)
9. Латинизмы — образованы от латинских слов.
  - Б. Н. Бугаев (А. Белый) — пользовался также псевдонимами Alter Ego (второе я), Cunctator (медлительный), Spiritus (дух), Taciturno (молчаливый),
  - Адам Мицкевич — псевдонимом «un ami de Pouschkine» (Друг Пушкина),
  - Д. И. Менделеев — Homo novus (Новый человек)
10. Хроматонимы — от названий красок
  - К. М. Фофанов (Олимпов) — Акакий Оранжевый (подписывал так юмористические стихи)
  - Н. Шор — Анатолий Фиолетов
11. Фитонимы — от названий растений и деревьев
  - Лотарев (И. Северянин) — Мимоза
12. Зоонимы — от названий животных
  - Г. Д. Деев — 1) Деев-Хомяковский (родился в пос. Хомяковский) 2) Хомяк
13. Анаграммы — перестановкой букв в настоящем имени
  - В. Я. Брюсов — Аврелий (анаграмма его имени Валерий)
  - А. Кантемир — Харитон Макетин (так подписано его «Письмо, содержащее правила русского стихосложения», 1743)
  - Разновидность анаграммы — анаграмма-перевёртыш (палиноним):
  - И. Крылов — Нави Волырк (в «Приятном и полезном препровождении времени»)
  - К. М. Мазурин — Нуризам (книга «Строфы Нирузама», 1901)
14. Женщина под мужским именем (псевдоандроним), мужчина — под женским (псевдогиним)
  - Э. Багрицкий — Нина Воскресенская; В. Брюсов — Нелли
  - З. Гиппиус — А. Крайний
  - М. Л. Михайлов — Л. Шелгунова
  - Вл. Ходасевич — Елена Арбатская
15. Фактонимы — от биографических фактов
  - А. С. Пушкин — 1) Арз. 2) Ст. ар. (в молодости он был членом литературного кружка «Арзамасец») 3) Св…ч.к (от его лицейского прозвища «Сверчок») 4) Крс (сокращённый палиноним от «Сверчок»)
16. Коллективные псевдонимы
  - Елизавета и Мария Москвины — Г-жи*** (под книгой стихов «Аония», 1802)
  - Братья Жемчужниковы и А. Толстой — Козьма Прутков
  - Группа поэтов «Литературной газеты» — Евгений Сазонов
  - Муж и жена Тхоржевские — Иван-да-Марья (под переводами песен Беранже и собственными стихами)
  - Каду Рэне[8] — коллективный псевдоним писателей Овидия Герцовича Савича и Владимира Львовича Корвина-Пиотровского, издавших в России пародийный научно-фантастический роман «Атлантида под водой» (1927), выдав себя за его переводчиков с французского языка.

## Некоторые псевдонимы и настоящие имена их владельцев

### Литературные псевдонимы

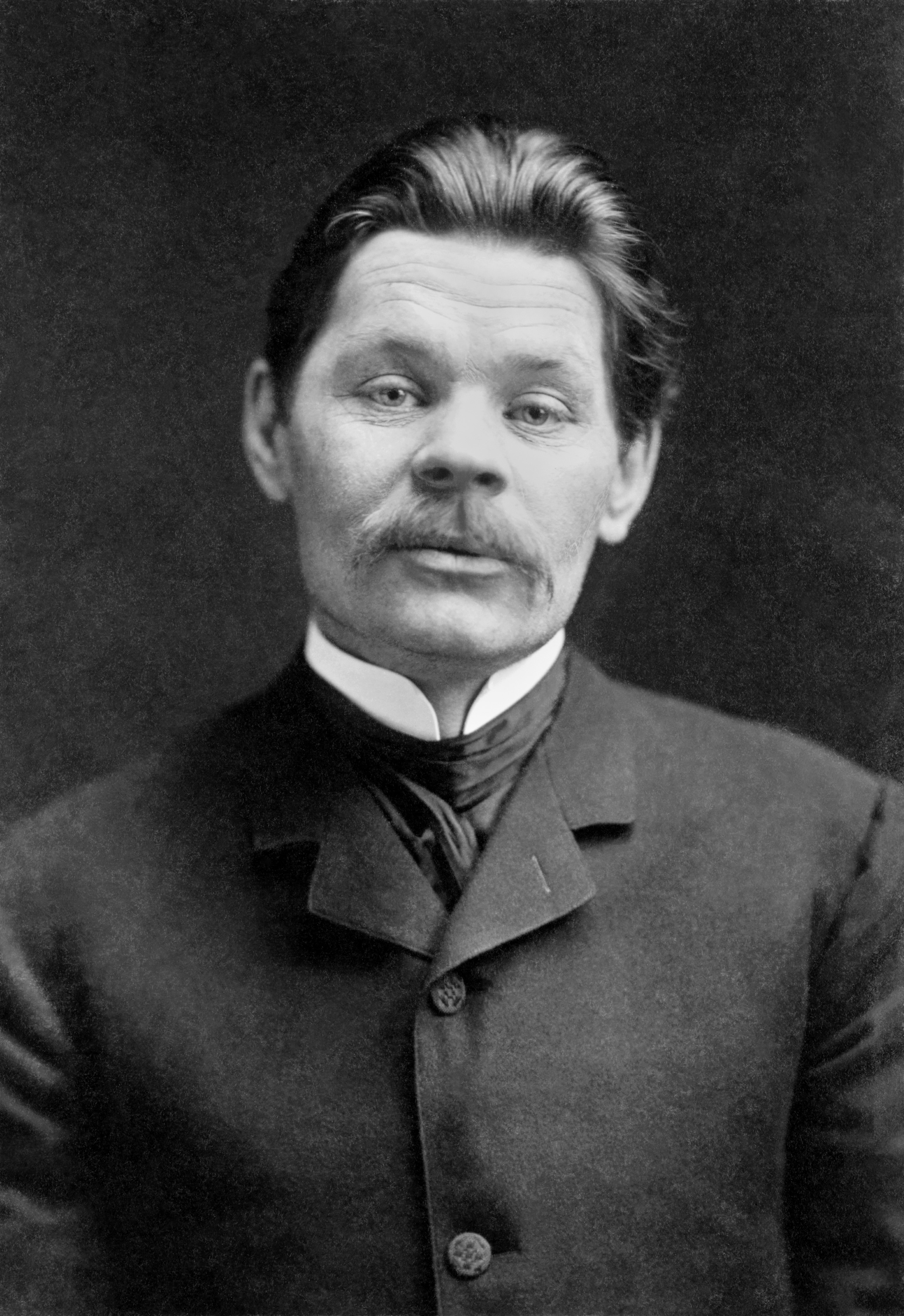
Псевдоним «Горький» Алексей Максимович придумал сам. По утверждению старых нижегородцев, псевдоним был взят в память об отце

Ниже представлены псевдонимы некоторых литераторов:
- Александр Грин — Александр Степанович Гриневский
- Александр Серафимович — Александр Серафимович Попов
- Александр Левада — Александр Степанович Косак
- Александра Маринина — Марина Анатольевна Алексеева
- Александр Олесь — Александр Иванович Кандыба
- Александр Ток — Александр Иванович Крылов
- Альберто Моравиа — Альберто Пинкерле
- Анатоль Франс — Жак Анатоль Франсуа Тибо
- Андре Моруа — Эмиль Саломон Вильгельм Эрзог
- Андрей Белый — Борис Николаевич Бугаев
- Андрей Платонов — Андрей Платонович Климентов
- Андреас Грифиус — Андреас Грайф
- Анна Ахматова — Анна Андреевна Горенко
- Анна Зегерс — Нетти Радвани
- Аркадий Гайдар — Аркадий Петрович Голиков
- Араз Мамед — Мамед Инфил оглы Ибрагимов
- Борис Акунин — Григорий Шалвович Чхартишвили
- Болеслав Прус — Александр Гловацкий
- Борис Лавренёв — Борис Андреевич Сергеев
- Борис Полевой — Борис Николаевич Кампов
- Вениамин Каверин — Вениамин Александрович Зильбер
- Владимир Владко — Владимир Еремченко
- Генри Грин — Генри Винсент Йорк
- Герард Меркатор — Герард Кремер
- Гийом Аполлинер — Вильгельм Альберт Владимир Александр Аполлинарий Вонж-Костровицкий
- Григорий Горин — Григорий Офштейн
- Даниил Хармс — Даниил Иванович Ювачёв
- Демьян Бедный — Ефим Алексеевич Придворов
- Дарья Донцова — Агриппи́на Арка́дьевна Донцо́ва (в девичестве Васи́льева)
- Джек Лондон — Джон Гриффит Че́йни
- Джордж Элиот — Мэри Анн Эванс
- Джумпа Лахири — Ниланьяна Судесна
- Евгений Петров — Евгений Петрович Катаев
- Жорж Санд — Амандина Аврора Люсиль Дюпен
- И. Грекова — Елена Сергеевна Вентцель
- Игорь Северянин — Игорь Васильевич Лотарёв
- Илья Ильф — Иехи́ел-Лейб Фа́йнзильберг (Илья Арнольдович Файнзильберг)
- Карло Коллоди — Карло Лоренцини
- Кир Булычёв — Игорь Всеволодович Може́йко
- Кнут Гамсун — Кнут Педерсен
- Козьма Прутков — литературная маска Алексея Константиновича Толстого, а также Алексея Михайловича, Владимира Михайловича и Александра Михайловича Жемчужниковых
- Корней Чуковский — Николай Васильевич Корнейчуко́в
- Курцио Малапарте — Курт Эрих Зукерт
- Лазарь Лагин — Лазарь Гинзбург
- Леся Украинка — Лариса Петровна Коса́ч-Кви́тка
- Л. Пантелеев — Алексей Иванович Еремеев
- Льюис Кэрролл — Чарльз Лю́твидж До́джсон
- М. Ильин — Илья Яковлевич Маршак
- Максим Горький — Алексей Максимович Пешков
- Максим Танк — Евгений Иванович Скурко
- Марк Алданов — Марк Алексеевич Ландау
- Марк Твен — Сэмюэл Ленгхорн Клеменс
- Марко Вовчок — Мария Алексеевна Вилинская-Маркович
- Марко Черемшина — Иван Юрьевич Семанюк
- Михаил Светлов — Михаил Аркадьевич Шейнкман
- Михаил Кольцов — Михаил Ефимович Фридлянд
- Михоэлс Соломон — Соломон Вовси
- Мольер — Жан Батист Поклен
- Нави Волырк — Иван Крылов
- Николай Щедрин — Михаил Евграфович Салтыков (Салтыков-Щедрин)
- Новалис — Фри́дрих фон Га́рденберг
- О. Генри — Уильям Сидни Портер
- Остап Вишня — Павел Михайлович Губенко
- Панас Мирный — Афанасий Яковлевич Рудченко
- Пабло Неруда — Нафтали Рикардо Рейес Басуальто
- Парацельс — Филипп Ауреол Теофраст Бомбаст фон Гогенгейм
- Пейо Яворов — Пейо Тотев Крачолов
- Поль Элюар — Эжен Эмиль Поль Гредель
- Райнис — Янис Плиекшанс (Плекшан Иван Христофорович)
- Ричард Бахман — Стивен Эдвин Кинг (пишет и под настоящим именем)
- Ромен Гари — Роман Лейбович Кацев (также писавший под псевдонимом Эмиль Ажар)
- Рубен Дарио— Феликс Рубен Гарсиа Сармьенто
- Садриддин Айни — Садриддин Саид-Мурадзола
- Саша Чёрный — Александр Михайлович Гликберг
- С. Витицкий — Борис Стругацкий
- Семён Кирсанов — Семён Исаакович Кортчик
- Стендаль — Анри-Мари Бейль
- Стефан Вуль — Пьер Пейро
- Франсис Карсак — Франсуа Борд
- Шолом-Алейхем — Соломон (Шолом) Наумович (Нохумович) Рабинович
- Эдуард Багрицкий — Эдуард Георгиевич Дзюбин
- Эдуард Лимонов — Эдуард Вениаминович Савенко
- Эмиль Кроткий — Эммануил Яковлевич Герман
- Эриа Филипп — Раймон Жерар Пейель
- Юрий Крымов — Юрий Соломонович Беклемишев
- Якуб Колас — Константин Михайлович Мицкевич
- Янка Купала — Иван Доминикович Луцевич
- Януш Корчак — Эрш Хенрик Гольдшмидт

### Артистические псевдонимы
Ниже представлены псевдонимы некоторых артистов:
- Александр Малинин — Александр Выгузов
- Александр Маршал — Александр Витальевич Миньков
- Александр Митта — Александр Наумович Рабинович
- Алиса Мон — Светлана Безух
- Анатолий Кторов — Анатолий Петрович Викторов
- Анжелика Варум — Мария Юрьевна Варум
- Ани Лорак — Каролина Мирославовна Куек
- Анук Эме — Француаза Сориа
- Антонио Бандерас — Хосе Антонио Домингес Бандера
- Анфиса Чехова — Александра Корчунова
- Аркадий Северный — Аркадий Дмитриевич Звездин
- Иван Берсенев — Иван Николаевич Павлищев
- Боб Дилан — Роберт Аллен Циммерман
- Бурвиль — Андре Рембур
- Бьорк — Бьорк Гундмундсдоттир
- Бюль-Бюль — Муртаза Мешади Рза оглы Мамедов
- Валерия — Алла Юрьевна Перфилова
- Вера Пашенная — Вера Николаевна Рощина-Инсарова
- Вера Холодная — Вера Васильевна Левченко
- Василий Качалов — Василий Иванович Шверубович
- Вивьен Ли — Вивиан Мэри Хартли
- Влад Сташевский — Вячеслав Твердохлебов
- Вуди Аллен — Ален Стюарт Конисберг
- Вупи Голдберг — Кэрин Элейн Джонсон
- Вячеслав Добрынин — Вячеслав Антонов
- Гарри Гудини — Эрик Вайс
- Грета Гарбо — Грета Густафсон
- Григорий Лепс — Григорий Викторович Лепсверидзе
- Гэри Купер — Фрэнк Джеймс
- Горшок — Михаил Юрьевич Горшенёв
- Деми Мур — Деметрия Джин Гайнс
- Джин Симмонс — Хаим Виц
- Джордж Майкл — Георгиос Кириакос Панайоту
- Джорджоне — Джорджо Барбарелли да Кастельфранко
- Джо Страммер — Джон Грэм Меллор
- Джон Пол Джонс — Джон Ричард Болдуин
- Дэвид Боуи — Дэвид Джонс
- Дэвид Копперфильд — Дэвид Сет Коткин
- Евгений Петросян — Евгений Петросянц
- Елена Ваенга — Елена Владимировна Хрулёва
- Ефим Шифрин — Нахим Шифрин
- Егор Летов — Игорь Федорович Летов
- Жан Габен — Жан Алекси Монкорже
- Жан-Клод Ван Дамм — Жан-Клод Камиль Франсуа Ван Варенберг
- Жан Эффель — Франсуа Лежен
- Зиновий Гердт — Залман Афроимович Храпинович
- Ив Монтан — Иво Ливи
- Ирина Аллегрова — Инесса Климчук
- Карандаш — Михаил Николаевич Румянцев
- Константин Кинчев — Константин Евгеньевич Панфилов
- Князь — Андрей Сергеевич Князев
- Кон Ю — Кон Джи Чхоль
- Крис де Бург — Кристофер Дэвидсон
- Крис Кельми — Анатолий Калинкин
- Куровский — Марина Полянская
- Кэш — Игорь Владимирович Лобанов
- Кузя УО — Константин Валентинович Рябинов
- Лада Дэнс — Лада Евгеньевна Волкова
- Леди Гага — Стефани Джоанн Анджелин Джерманотта
- Леонид Утёсов — Лазарь Вайсбейн
- Сид Вишес — Джон Саймон Ричи
- Старик Букашкин — Евгений Михайлович Малахин
- Майкл Кейн — Морис Джозер Майклуайт
- Майкл Китон — Майкл Дуглас
- Марина Влади — Мария-Луиза Полякова-Байдарова
- Марио Ланца — Альфредо Арнольд Кокоцца
- Мария Каллас — Мария Калогеропулос
- Марк Ламия — Никс Джонсон Ньюлефьенд (Нилефенд)
- Марлен Дитрих — Мария Магдалена Дитрих
- Михаил Астангов — Михаил Фёдорович Ружников
- Мольер — Жан Батист Поклен
- Моника Витти — Мария Луиза Чеччарелли
- Мэрилин Монро — Норма Бейкер
- Настасья Кински — Настасья Аглая Накшиньски
- Натали Портман — Натали Хартлал
- Ники Уайр — Николас Аллен Джонс
- Нуки — Дария Сергеевна Ставрович
- Оззи Озборн — Джон Майкл Озборн
- Одри Хепбёрн — Одри Кэтлин Растон
- Оскар Кучера — Евгений Александрович Боголюбов
- Орнелла Мути — Франческа Романа Ривелли
- Принс — Принс Роджерс Нельсон
- Ренни Харлин — Лаури Мориц Харьола
- Рикки Мартин — Энрике Мартин Моралес
- Ринго Старр — Ричард Старки
- Род Стюарт — Родерик Дэвид Стюарт
- Роми Шнайдер — Розмари Альбах-Ретти
- Симона Синьоре — Симона Каминкер
- Софи Лорен — София Шиколоне
- София Ротару — София Ротарь
- Стас Намин — Анастас Микоян
- Стиви Уандер — Стивлэнд Джадкинс
- Стинг — Гордон Самнер
- Тамара Туманова (или Tamara Toumanova) — до 13 августа 1943 года Тамара Владимировна Хасидович, с 13 августа 1943 года Тамара изменила фамилию Хасидович на Туманова
- Тина Тёрнер — Анна Мэй Баллок
- Фаина Раневская — Фанни Гиршевна Фельдман
- Фред Астер — Фредерик Аустерлиц
- Фредди Меркьюри — Фаррух Балсара
- Фернандель — Фернан Контанден
- Халк Хоган — Терри Джин Боллеа
- Хой — Юрий Николаевич Клинских
- Цецилия Мансурова — Цецилия Львовна Воллерштейн
- Чак Норрис — Карлос Рэй Норрис младший
- Чарли Шин — Карлос Ирвин Эстевез
- Шакира — Шакира Изабель Мебарак Риполл
- Шарль Азнавур — Варенаг Азнавурян (Азнаурян)
- Шер — Шерилин Саркисян
- Эдит Пиаф — Эдит Джованна Гассьон
- Ягода — Алексей Юрьевич Горшенёв

### Псевдонимы режиссёров
Ниже представлены псевдонимы некоторых режиссёров:
- Григорий Васильевич Александров — Григорий Александрович Мормоненко
- Дзига Вертов — Давид Абелевич Кауфман
- Рене Клер — Рене Шометт
- Александр Таиров — Александр Яковлевич Корнблит
- Константин Станиславский — Константин Сергеевич Алексеев

### Псевдонимы художников, скульпторов, архитекторов
Ниже представлены псевдонимы некоторых художников, скульпторов, архитекторов:
- Сандро Ботичелли — Алессандро Филипели
- Тинторетто — Якопо Робусти
- Тициан — Тициано Вечеллио
- Ле Корбузье — Шарль Эдуард Жаннере-Гри
- Эль Греко — Доменико Теотокопули
- Борис Ефимов — Борис Ефимович Фридлянд
- Кукрыниксы — Михаил Куприянов, Порфирий Крылов и Николай Соколов
- И. Шадр — Иван Иванов
- Караваджо — Микеланджело Меризи
- Митрофан Борисович Греков — Митрофан Павлович Мартыщенко (до 1911)
- Михаил Коринфский — Варенцов Михаил Петрович

### Псевдонимы философов
Ниже представлены псевдонимы некоторых философов:
- Эразм Роттердамский — Герхард Герхардс
- Вольтер — Франсуа-Мари Аруэ

### Политические псевдонимы
Ниже представлены псевдонимы некоторых политиков:
- Зиновьев — Григорий Евсеевич Радомысльский
- Каменев — Лев Борисович Розенфельд
- Камо — Симон Аршакович Тер-Петросян
- Киров — Сергей Миронович Костриков
- Ленин — Владимир Ильич Ульянов
- Майский — Иван Михайлович Ляховецкий
- Мартов — Юлий Осипович Цедербаум
- Молотов — Вячеслав Михайлович Скрябин
- Сокольников — Гирш Яковлевич Бриллиант
- Сталин — Иосиф Виссарионович Джугашвили
- Томский — Михаил Павлович Ефремов
- Троцкий — Лев Давидович Бронштейн
- Вилли Брандт — Герберт Карл Фрам
- Рудольф Абель — Уильям Генрихович Фишер

### Партизанские псевдонимы
Ниже представлены псевдонимы некоторых партизан:
- Павел Владимирович Бадаев — Владимир Александрович Молодцов
- Батько Минай — Минай Филиппович Шмырёв
- Градов — Алексей Станиславович Ваупшасов
- Дадзис — Вилис Петрович Самсонс
- Дубняк — Пётр Миронович Машеров
- Корнев — Виктор Александрович Лягин

### Коллективные псевдонимы
Ниже представлены псевдонимы некоторых коллективов:
- Александр Зорич — Яна Владимировна Боцман, Дмитрий Вячеславович Гордевский
- Братья Васильевы — кинорежиссёры и сценаристы, однофамильцы Георгий и Сергей Васильевы, создатели фильма «Чапаев».
- Братья Тур — драматурги и киносценаристы Леонид Тур (наст. фам. Тубельский) и Пётр Рыжей.
- Генри Лайон Олди — Олег Ладыженский, Дмитрий Громов
- Гривадий Горпожакс — Горчаков, Поженян, Аксёнов.
- Козьма Прутков — Алексей Константинович Толстой, Алексей Михайлович Жемчужников, Владимир Михайлович Жемчужников, Александр Михайлович Жемчужников
- Кукрыниксы — Михаил Васильевич Куприянов, Порфирий Никитич Крылов, Николай Александрович Соколов
- Николя Бурбаки — группа французских математиков.
- Павел Багряк — писатели Дмитрий Биленкин, Валерий Аграновский, Владимир Губарев, Ярослав Голованов, Виктор Комаров, а также художник Павел Бунин
- Фёдор Вихрев — группа авторов литературного общества В вихре времён, пишущих свои произведения на одноимённом интернет-форуме
- Макс Фрай — Светлана Мартынчик, Игорь Стёпин
- Хольм ван Зайчик — группа российских писателей-фантастов и учёных-китаеведов, из которых известны Вячеслав Рыбаков и Игорь Алимов
- Эндо Биндер — коллективный псевдоним американских писателей-фантастов, братьев Эрла Эндрю Биндера и Отто Оскара Биндера
- Эрин Хантер — Виктория Холмс, Кейт Кэри, Черит Болдри, Тай Сазерленд
- Платон Щукин — служба технической поддержки сервиса Яндекс.Вебмастер